# Károly Korbel
Károly Korbel (ur. 5 sierpnia 1971 w Budapeszcie) – węgierski judoka. Olimpijczyk z Barcelony 1992, gdzie zajął trzynaste miejsce w wadze średniej.
Startował w Pucharze Świata w latach 1991-1993 i 1995. Uczestnik mistrzostw Europy w 1992. Wicemistrz Europy juniorów w 1991 roku.

## Letnie Igrzyska Olimpijskie 1992
| Konkurencja | Eliminacje           | Repasaże                | Klas. końcowa |
| Konkurencja | Przeciwnik I         | Przeciwnik I            | Miejsce       |
| ----------- | -------------------- | ----------------------- | ------------- |
| 86 kg       | Pascal Tayot (FRA) P | Adrian Croitoru (ROU) P | 13.           |